# 毛民
毛民（もうみん）は、中国に伝わる伝説上の人種である。長毛、長毛人（ちょうもうじん）とも。古代中国では東方に位置する国に棲んでいたとされる。

## 概説
古代中国の地理書『山海経』の海外東経によると、毛民国は玄股国の北にあり、毛民人は長い毛に全身をおおわれているという。同書の大荒北経によると、禹の子孫によって殺害された綽人（しゃくじん）の子孫たちが毛民人で、姓は依（い）、キビを食べるという。
類書である王圻『三才図会』では、長毛国は応天府（南京）から2年10ヶ月ほどの距離にあり、城や田畑があるとしている。日本の『和漢三才図会』や奈良絵本『異国物語』などではこの解説が使われている。

## 毛民の登場する作品
『鏡花縁』
毛民国が旅の途中に舞台として登場する。髪の毛一本すら他人にあげるのすら嫌うケチな人間が死後、たくさんの長い毛の生えた人間として生まれたのが毛民人のはじまりであると設定されており、この地に住んでいるのは全てそのような人間たちの生まれ変わりであるとされる。
『噩盡島』（台湾,ライトノベル 2009年～,漫画版 2012年～）
妖獣種族のひとつとして「毛族」あるいは「毛民」の名前で登場している。全身が毛に覆われた姿をしている。